# Шариот, Клаус
Клаус Шариот (нем. Klaus Scharioth; род. 8 октября 1946, Эссен, Германия) — немецкий дипломат.
Обучался во Флетчерской школе права и дипломатии (магистр 1974, магистр права и дипломатии 1975), Гарвардской школе права, Гарвардском институте государственного управления им. Джона Ф. Кеннеди.
Степень PhD получил во Флетчерской школе (1978).
С 1976 года на дипломатической службе.
В 1999—2002 годах политдиректор МИД ФРГ.
Статс-секретарь (государственный секретарь) министерства иностранных дел Германии в 2002—2006 годах. Именно он в феврале 2003 года посещал США с миссией переубедить Кондолизу Райс, чтобы удержать США от вторжения в Ирак.
В ходе визита в конце 2003 года Берлин Марка Гроссмана, Клаус Шариот «подтвердил, насколько важно для страны присутствие и размещение в Германии американских войск, и подчеркнул полное согласие с США по всем вопросам».
С марта 2006 года по лето 2011 года посол Германии в США.
Женат, имеет трёх детей.
Обладатель почётных докторских степеней Колледжа Айдахо, Чатемского университета и университета Старый Доминион.